# Fondo de Cultura Económica
Pour les articles homonymes, voir FCE.

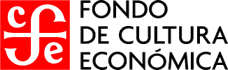
Logo du FCE.

Le Fondo de Cultura Económica (souvent abrégé en FCE ou, plus rarement, Fondo) est la maison d'édition la plus importante du Mexique, et une des plus importantes en langue espagnole. Fondée en 1934 par Daniel Cosío Villegas dans le but de fournir une bibliographie en espagnol aux étudiants de l'École Nationale d'Économie de l'UNAM, elle a ensuite étendu son champ éditorial à de nombreux autres domaines qui vont aujourd'hui de la littérature pour enfants à la vulgarisation scientifique. Le Fondo de Cultura Económica est une institution décentralisée de l'État mexicain.